# Berlijns voetbalkampioenschap (DFuCB)
Het Berlijns voetbalkampioenschap (Duits: Berliner Fußballmeisterschaft) was een regionale voetbalcompetitie uit de Duitse hoofdstad Berlijn die georganiseerd werd door de Duitse voetbal- en cricketbond (DFuCB). In 1891 werd deze bond opgericht en datzelfde jaar organiseerde de bond reeds een competitie, het tweede kampioenschap in het Duitse Keizerrijk, na het eenmalige van de Bund Deutscher Fußballspieler (BDF). Dit gold als een alternatief omdat bij de BDF geen buitenlanders welkom waren.
Enkele jaren was dit de enige competitie in Berlijn, maar er ontstonden ook rivaliserende voetbalbonden, waarvan de VBB en MFB de grootste concurrenten waren. Hierdoor verlieten steeds meer clubs de competitie om in die van de andere bonden te spelen waardoor de bond opgeheven werd in 1902. Omdat in deze tijd nog geen eindronde om de Duitse landstitel gespeeld werd speelde geen van de clubs een verdere eindronde op nationaal niveau.

## Erelijst
- 1892 The English FC 1890
- 1893 BTuFC Viktoria 1889
- 1894 BTuFC Viktoria 1889
- 1895 BTuFC Viktoria 1889
- 1896 BTuFC Viktoria 1889
- 1897 BTuFC Viktoria 1889
- 1898 BFC Vorwärts 1890
- 1899 BFC Vorwärts 1890
- 1900 BFC Vorwärts 1890
- 1901 BFC Vorwärts 1890
- 1902 Berliner FC 1893

## Seizoenen eerste klasse
Van seizoen 1901/02 is enkel de kampioen bekend.
| Club                           | /11 | Seizoenen            |
| ------------------------------ | --- | -------------------- |
| BFC Vorwärts 1890              | 9   | 1891-1893, 1894-1901 |
| BTuFC Alemannia 1890           | 7   | 1891-1897, 1899-1900 |
| BFC Germania 1888              | 6   | 1891-1897            |
| BTuFC Viktoria 1889            | 6   | 1891-1897            |
| BFC Stern 1889                 | 6   | 1891-1897            |
| Berliner FC 1893               | 4   | 1897-1999, 1900-1902 |
| BFC Hertha 1892                | 4   | 1897-1901            |
| BFC Frankfurt 1885             | 4   | 1891-1894, 1899-1900 |
| FC Columbia 1891 Adlershof     | 4   | 1895-1899            |
| The English FC 1890            | 3   | 1891-1894            |
| Berliner Cricket-Club 1883     | 3   | 1894-1897            |
| Rixdorfer FC Normannia 1895    | 3   | 1894-1897            |
| Rixdorfer FC Belle-Alliance    | 2   | 1897-1899            |
| BFC Concordia 1890             | 2   | 1891-1893            |
| BTuFC Helgoland 1897           | 2   | 1899-1901            |
| SC Norden-Union Berlin         | 1   | 1892-1893            |
| BTuFC vom Jahre 1890           | 1   | 1892-1893            |
| BFC Teutonia 1891              | 1   | 1892-1893            |
| BTuFC Toscana                  | 1   | 1899-1900            |
| BFC Nordstern 1891             | 1   | 1899-1900            |
| BFC Hellas 1890                | 1   | 1899-1900            |
| Charlottenburger FC Union 1898 | 1   | 1899-1900            |
| Westender FuCC Hamburg 1896    | 1   | 1900-1901            |
| Arcona Schöneberg              | 1   | 1900-1901            |
| SFC Stern 1900                 | 1   | 1900-1901            |
| CC Stern                       | 1   | 1900-1901            |
| BFC Attila                     | 1   | 1900-1901            |
| Rixdorfer TuFC Tasmania        | 1   | 1900-1901            |

1891/92 · 1892/93 · 1893/94 · 1894/95 · 1895/96 ·   1896/97 · 1897/98 · 1898/99 · 1899/00 · 1900/01 · 1901/02